# Gordon Mitchell
Gordon Mitchell (* 29. Juli 1923 in Denver, Colorado; † 20. September 2003 in Marina del Rey, Kalifornien; eigentlich Charles Allan “Chucky” Pendleton) war ein amerikanischer Bodybuilder und Schauspieler.

## Leben
Nach einer recht unglücklichen Kindheit (die Eltern ließen sich 1926 scheiden), während der sich Mitchell häufig um seine chronisch kranke Mutter kümmern musste, begann er 1939 – nach der Wiederverheiratung der Mutter und dem Umzug der Familie nach Inglewood, Kalifornien – mit Gewichtstraining. Er schloss die High School 1942 ab und diente im Army Air Corps während des Zweiten Weltkrieges. Er kämpfte in der Zurückschlagung der Ardennenoffensive (Battle of the Bulge) und nahm an der Befreiung des KZs Buchenwald teil.
Nach dem Scheitern einer ersten Ehe und einer Ausbildung als Lehrer nahm Mitchell am Korea-Krieg teil.
Ab 1954 trat der inzwischen nach Kalifornien zurückgekehrte Mitchell erstmals in der Öffentlichkeit auf, nachdem Mae West ihn am Muscle Beach entdeckt hatte. West engagierte ihn und andere berühmte Bodybuilder wie Mickey Hargitay, Joe Gold, Paul Novak, Richard DuBois, Irwin „Zabo“ Koszewski, Armand Tanny und Dominic Juliano für den aus acht halbnackten Männern bestehenden Chor in ihrer Nachtclub-Show und ebnete so den Weg für erste Auftritte als Statist in Hollywood-Filmen.
Als 1960 italienische Produzenten nach Bodybuildern Ausschau hielten, die im Zuge des Herkules-Erfolges in Sandalenfilmen spielen konnten, antwortete Mitchell auf eine Zeitungsannonce und wurde für den Film Maciste, der Sohn des Herkules besetzt. Von da an spielte Mitchell nahezu ununterbrochen in fast 120 Filmen in Europa, meist in Italien. Seine beeindruckenden Maße und bemerkenswerte Physiognomie ließen ihn oft als Schurken, manchmal aber auch als Helden in Erscheinung treten.
Nach dem Abebben der Sandalenfilm-Welle drehte er zunächst v. a. Italo-Western, denen er auch als Besitzer der Cave Studios nahe Rom treu blieb, bis er sie 1975 verkaufen musste. In diesen Studios entstanden etwa 50 Filme. Mitchell drehte jedoch auch Agentenfilme, Krimis, Kriegsfilme und Komödien. Auch Federico Fellini, Gérard Oury und John Huston drehten mit ihm.
1989 ging Mitchell in die USA zurück, wo er Manager des Sportzentrums World Gym in Santa Monica wurde. Gelegentliche Filmangebote nahm er jedoch bis zu seinem Tode an.

## Filmografie (Auswahl)
- 1954: Prisoner of War
- 1955: Der Mann mit dem goldenen Arm (The Man with the Golden Arm)
- 1956: In 80 Tagen um die Welt (Around the World in Eighty Days)
- 1956: Die zehn Gebote (The Ten Commandments)
- 1957: Duell im Atlantik (The Enemy Below)
- 1957: Lindbergh – Mein Flug über den Ozean (The Spirit of St. Louis)
- 1958: Die jungen Löwen (The Young Lions)
- 1958: König der Freibeuter (The Buccaneer)
- 1959: Rio Bravo (Rio Bravo)
- 1959: Li’l Abner
- 1960: Spartacus
- 1961: Maciste, der Sohn des Herkules (Maciste nella terra dei ciclopi)
- 1961: Der Untergang von Metropolis (Il Gigante di Metropolis)
- 1961: Der Eroberer von Korinth (Il conquistatore di Corinto)
- 1961: Vulcanus, der Titan (Vulcano figlio di Giove)
- 1962: Achilles (L’ira di Achille)
- 1962: Ritt in die Freiheit (Col ferro e col fuoco)
- 1963: Brenno – Der Herr des Schreckens (Brenno il nemico di Roma)
- 1964: Revanche für Spartakus (La vendetta di Spartacus)
- 1964: Die sieben Rachen des Adlers (Sinbad contro i sette Saraceni)
- 1964: Tribun und Verschwörer (Gli schiavi più forti del mondo)
- 1965: Das Folterhaus der Lady Morgan (La vendetta di Lady Morgan)
- 1965: Herkules und die Prinzessin von Troja (Hercules and the Princess of Troy)
- 1965: Die Rückkehr des Gefürchteten (Erik il Vichingo)
- 1965: Der steinerne Wald (Il tesoro della foresta pietrificata)
- 1966: 3 Kugeln für Ringo (Tre colpi di Winchester per Ringo)
- 1966: Für eine Handvoll Blei (Uccidi o muori)
- 1966: Raumkreuzer Hydra – Duell im All (2+5: missione Hydra)
- 1966: Schneller als 1000 Colts (Thompson 1880)
- 1966: Ein Sommer zu dritt (L'estate)
- 1966: Tennisschläger und Kanonen: Der Daddy aus Amerika (I Spy: Sophia) (Fernsehserie, 1 Folge)
- 1967: Blaue Bohnen für ein Halleluja (Little Rita nel West)
- 1967: Fluchtpunkt Akropolis (Bersaglio mobile)
- 1967: John il bastardo
- 1967: Spiegelbild im goldenen Auge (Reflections in a Golden Eye)
- 1967: Nato per uccidere
- 1968: Der Coup der 7 Asse (Sette volte sette)
- 1968: Django, wo steht Dein Sarg? (T'ammazzo!… Raccomandati a Dio)
- 1968: Die letzte Rechnung zahlst du selbst (Al di là della legge)
- 1968: Mein Leben für die Rache (Sapevano solo uccidere)
- 1968: Radhapura – Endstation der Verdammten
- 1968: Die Stunde der Aasgeier (Carogne si nasce)
- 1968: Zucker für den Mörder (Un killer per sua Maestà)
- 1969: Fellinis Satyricon (Fellini – Satyricon)
- 1969: Fenomenal und der Schatz von Tutanchamun (Fenomenal e il tesoro di Tutankamen)
- 1970: Django und Sartana kommen (Arrivano Django e Sartana...è la fine!)
- 1970: Tote werfen keine Schatten (Inginocchiati straniero… i cadaveri non fanno ombra!)
- 1971: Adios Companeros (Giù la testa hombre)
- 1971: The Arizona Kid
- 1971: Era Sam Wallash… lo chiamavano “Così Sia”
- 1971: Für einen Sarg voller Dollars (Per una bara piena di dollari)
- 1971: Halleluja pfeift das Lied vom Sterben (Giù le mani… carogna!)
- 1971: Kommando Cobra (Le Saut de l'ange)
- 1971: Sein Name war Pot – aber sie nannten ihn Halleluja (Il suo nome er a Pot… ma… lo chiamavano Allegria)
- 1971: Situation
- 1971: Vamos a matar Sartana
- 1971: Zeig mir das Spielzeug des Todes (Il giorno del giudizio)
- 1971: Unerbittlich bis ins Grab (Se t'incontro t'ammazzo)
- 1971: Un uomo chiamato Dakota
- 1972: Allegri becchini… arriva Trinità
- 1972: Arriva Eldorado (Scansati… a Trinità arriva Eldorado)
- 1972: Das Auge des Bösen (Casa d'appuntamento)
- 1972: Ich, die Nonne und die Schweinehunde (Io monaca… per tre carogne e sette peccatrici)
- 1972: Il magnifico West
- 1972: Der Ritt zur Hölle (I sette del gruppo selvaggio)
- 1973: C’era una volta questo pazzo pazzo west
- 1973: Colorado – Zwei Halunken im Goldrausch (Amico mio, frega tu… che frego io!)
- 1973: Ein Glücksschwein muß kein Ferkel sein (La schiava io ce l'ho e tu no)
- 1973: Der Mann mit der Kugelpeitsche (Il mio nome è Shangai Joe)
- 1974: Das Rattennest (Una donna per sette bastardi)
- 1975: Fighting Killer (Quei paracul… pi di Jolando e Margherito)
- 1975: Der Mann aus Chicago (Le Ricain)
- 1975: Die Nackte von Sados (I mavri Emmanouella)
- 1975: Natascha – Todesgrüße aus Moskau
- 1975: Der Tiger vom Kwai (La tigre venuta dal fiume Kwai)
- 1976: Das Nest der Salamander (Cuibul salamandrelor)
- 1976: La polizia ordina: Sparate a vista
- 1977: Wüstenfüchse kennen kein Erbarmen (Kaput Lager – Gli ultimi giorni delle SS)
- 1978: Operatio Orient (Ishyri dosi… sex)
- 1978: Zanna Bianca e il grande Kid
- 1979: Dr. Jekyll's unheimlicher Horrortrip (Dottor Jekyll e gentile signora)
- 1979: Die Nackte von Sados (I Mavri Emmanouella)
- 1979: Santa Lucia
- 1979: Stoßtrupp in die Wüste (Strategia per una missione di morte)
- 1980: Der Regenschirmmörder (Le coup du parapluie)
- 1981: Die letzten Heuler der Marine (La dottoressa preferisce i marinai)
- 1982: Diamond Connection
- 1982: Marco Polo (Fernseh-Miniserie)
- 1982: Der Todestanz des roten Schmetterlings (Kırmızı kelebek)
- 1983: SHE … eine verrückte Reise in die Zukunft (She)
- 1983: Endgame – Das letzte Spiel mit dem Tod (Endgame – Bronx lotta finale)
- 1983: Rush
- 1983: White Fire – Der Todesdiamant (Vivre pour survivre)
- 1986: Die Rückkehr der Wildgänse (Cobra mission)
- 1986: Terror Force Commando
- 1987: La croce dalle sette pietre
- 1987: Overdose
- 1988: Blood Delirium (Delirio di sangue)
- 1989: Die Verlobten (I promessi sposi) (TV-Miniserie)
- 1998: Ehen vor Gericht  – Cybersex und Sektenfalle (Fernsehserie)
- 2000: Kino kolossal – Herkules, Maciste & Co (Fernsehdokumentarfilm)
- 2004: Malevolence

## Auszeichnungen
- 2002: Los Angeles Italian Film Award – Preis für das Lebenswerk